# Fernando Botero
Fernando Botero Angulo, född 19 april 1932 i Medellín i Antioquía, Colombia, död 15 september 2023 i Monaco, var en colombiansk konstnär.

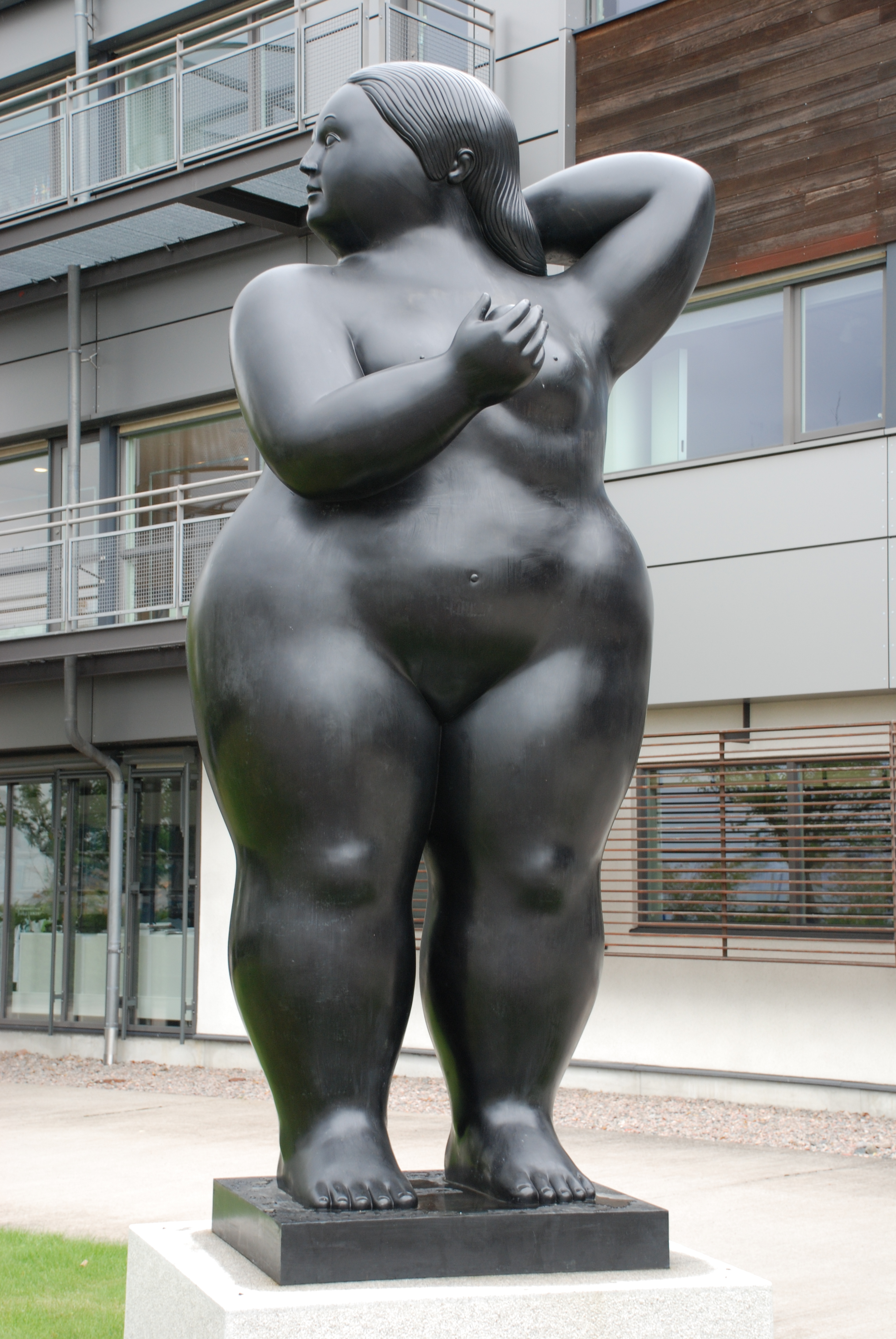
Skulpturen Naked Lady av Fernando Botero utanför Kappahls huvudkontor i Mölndal.

Han har som konstnär studerat särskilt italiensk äldre konst. Botero har målat parafraser på många av konsthistoriens mästerverk helt i egen stil, till exempel Piero della Francescas berömda porträtt av en ung man och en ung kvinna. Han har bland annat gjort klotrunda, naivt tecknade porträtt av människor och djur.  
Han har en omisskännlig stil där människor är porträtterade i jätteformat och med runda former. Boteros skulpturer kan man också se i gatubilden till exempel på New Yorks Park Avenue, Champs-Elysées i Paris eller på Piazza della Signoria i Florens. Figurerna är desamma som från målningarna, kvinnor, män och djur i olika ställningar dansande, stående eller liggande.
I Kävlinge utanför biblioteket finns en bronsskulptur, "Dockan", inköpt 1980.

## Film
Den tyske filmaren Peter Schamoni har gjort en dokumentärfilm om Fernando Botero. Den heter Botero - born in Medellìn och premiärvisades på den internationella filmfestivalen i München 2008. 

## Bildgalleri

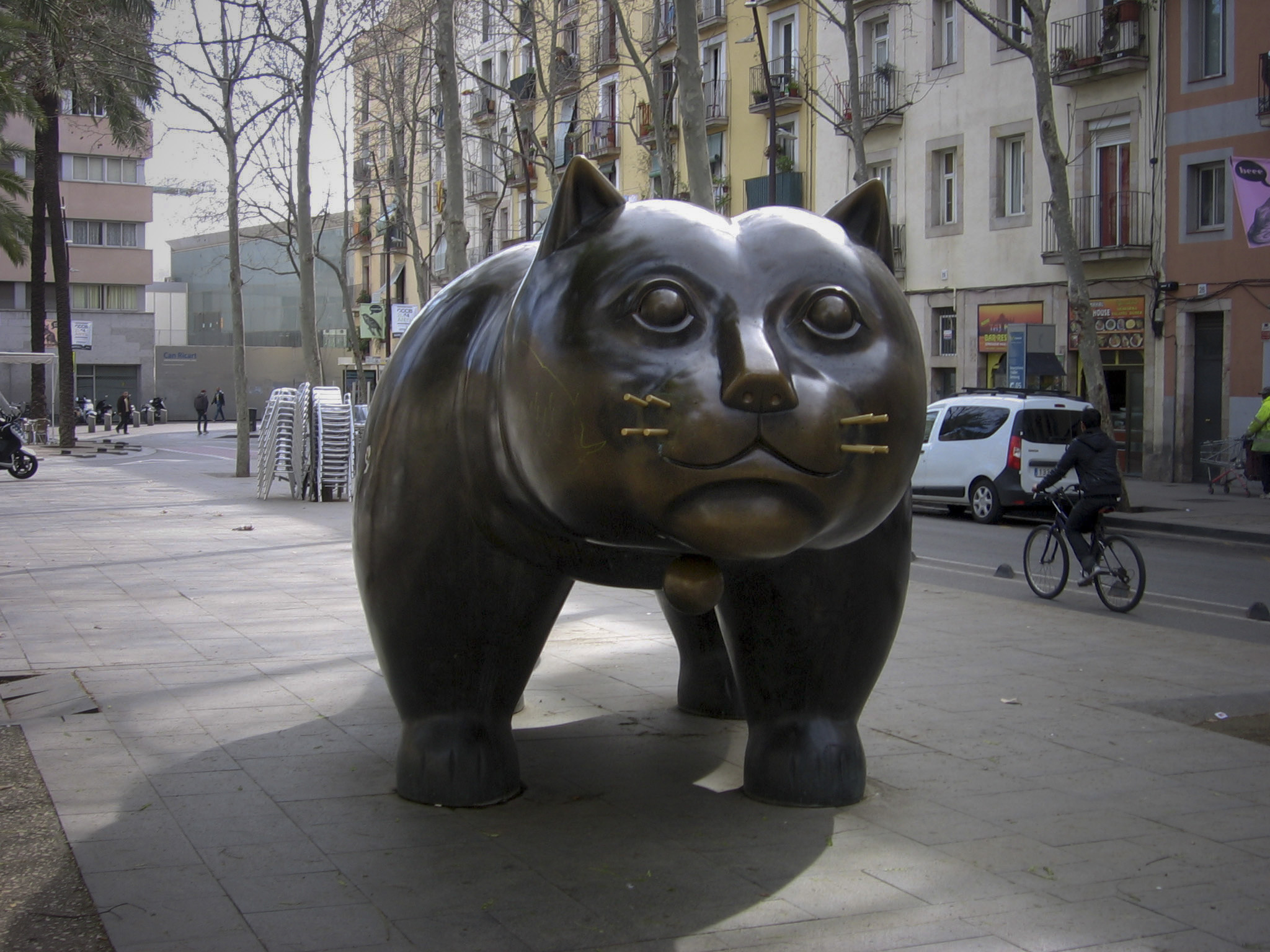
"Cat", Barcelona, Spanien, 1990.
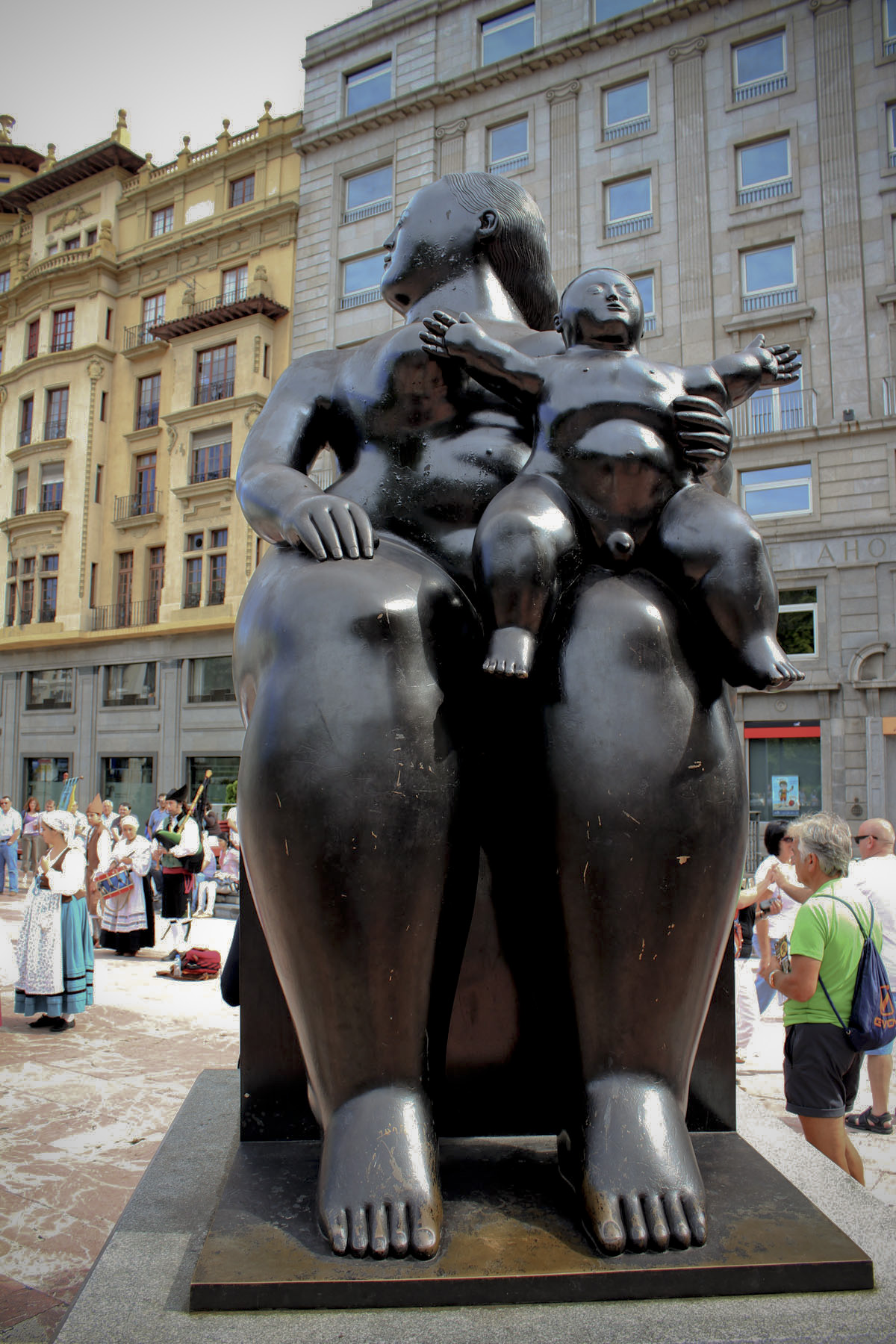
'"Moderskap", Oviedo, Spanien.
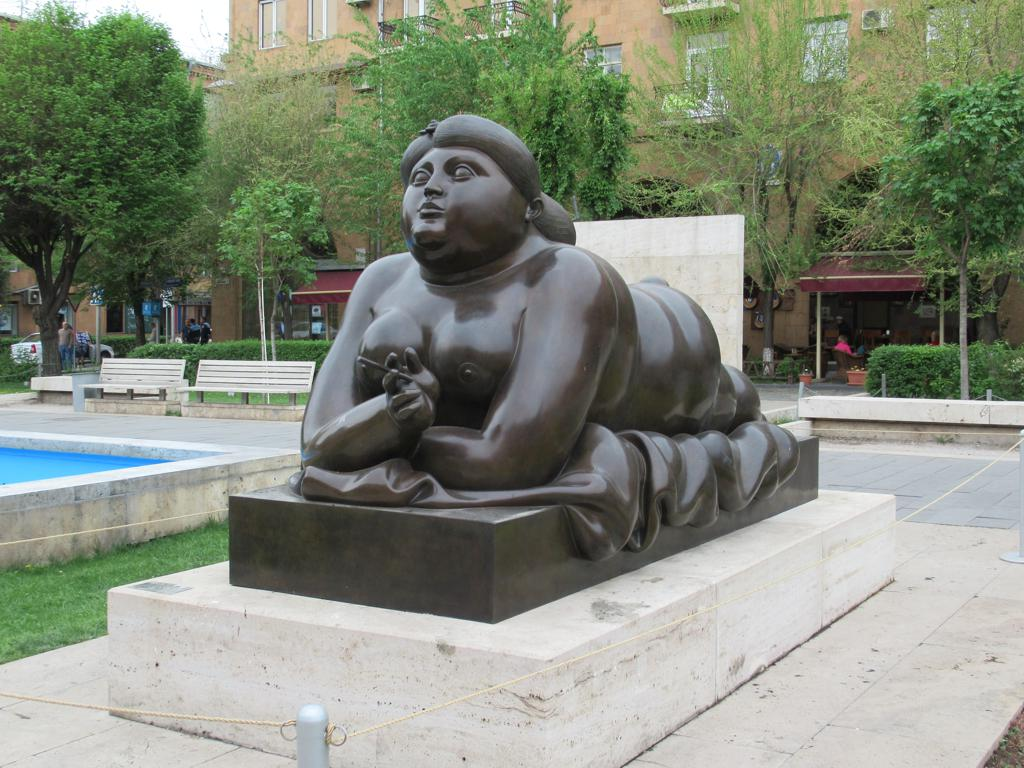
"Kvinna med cigarett", Jerevan, Armenien.
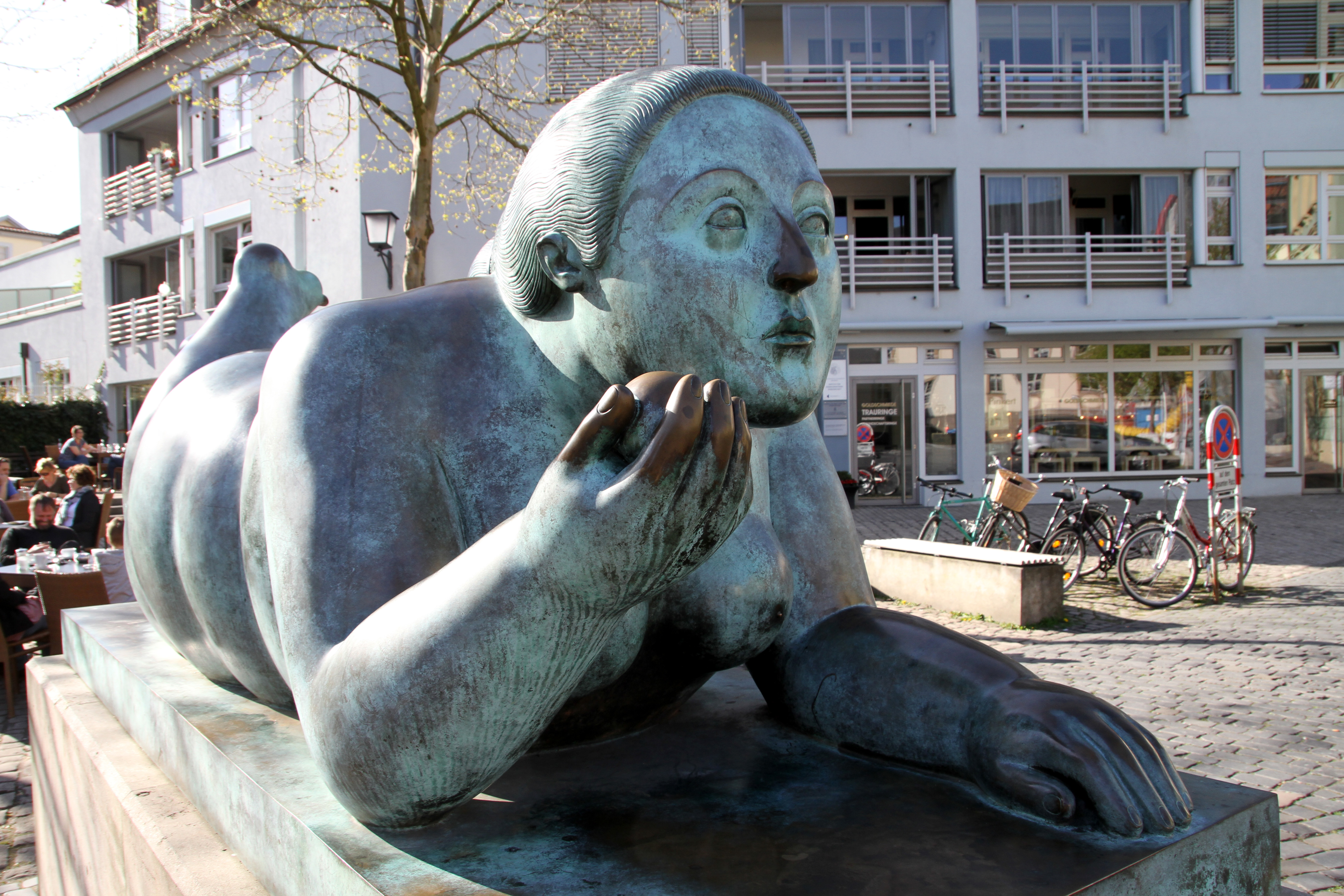
Liegende mit Frucht (Liggande kvinna med frukt) i Bamberg (Tyskland).
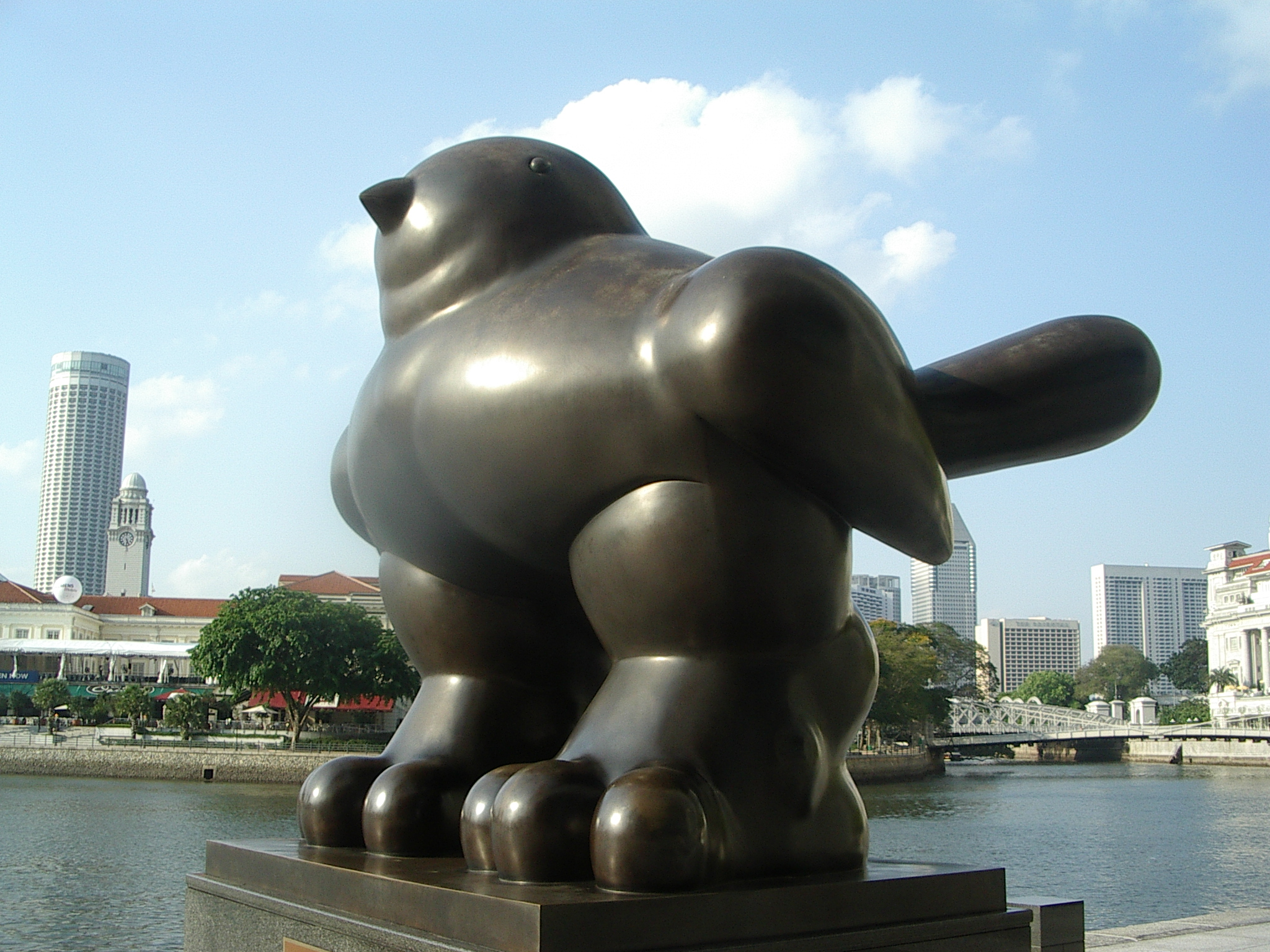
"Fågel", Singapore, 1990.
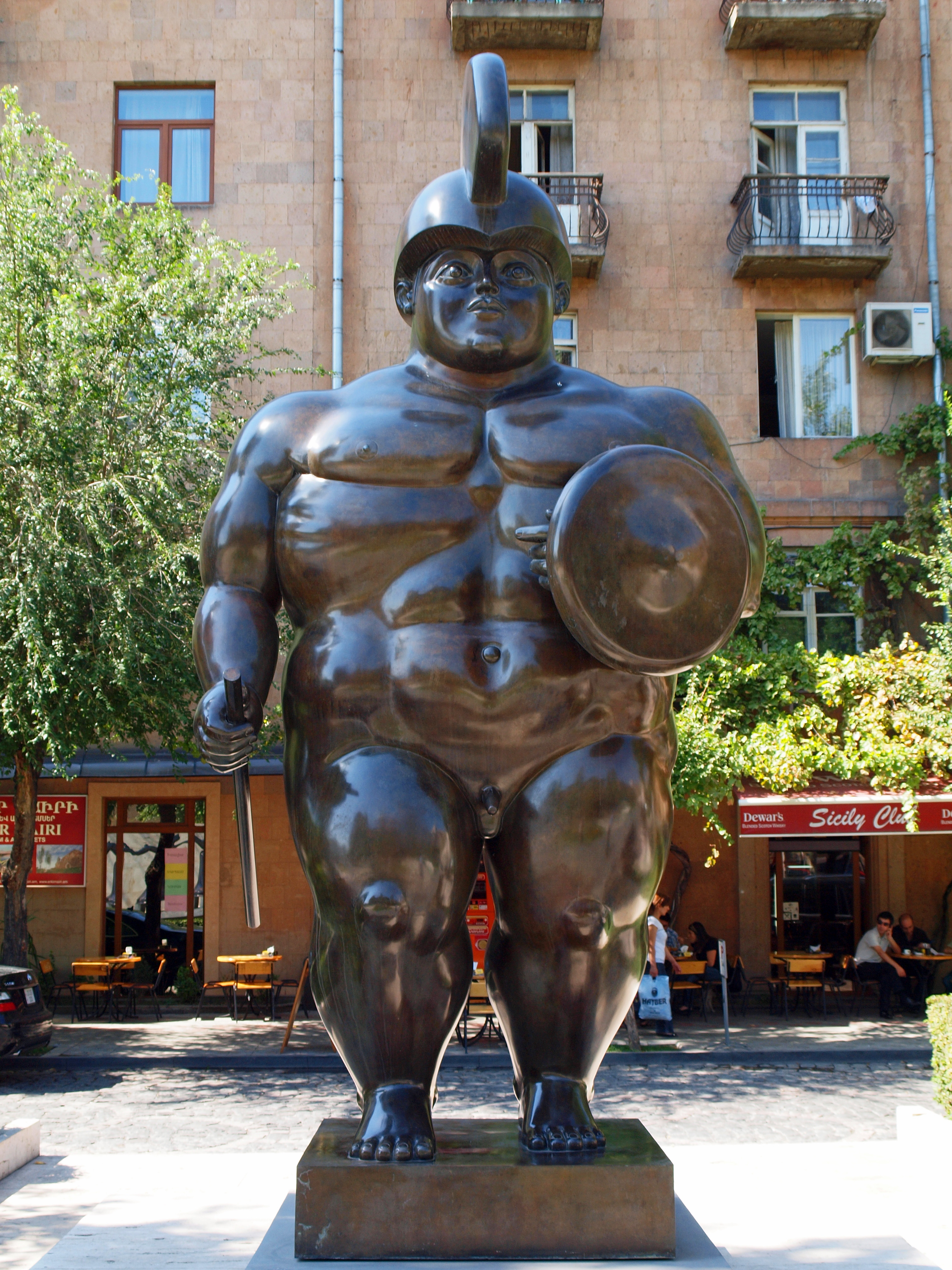
"Romersk soldat", Cafesjians konstmuseum, Jerevan, Armenien.
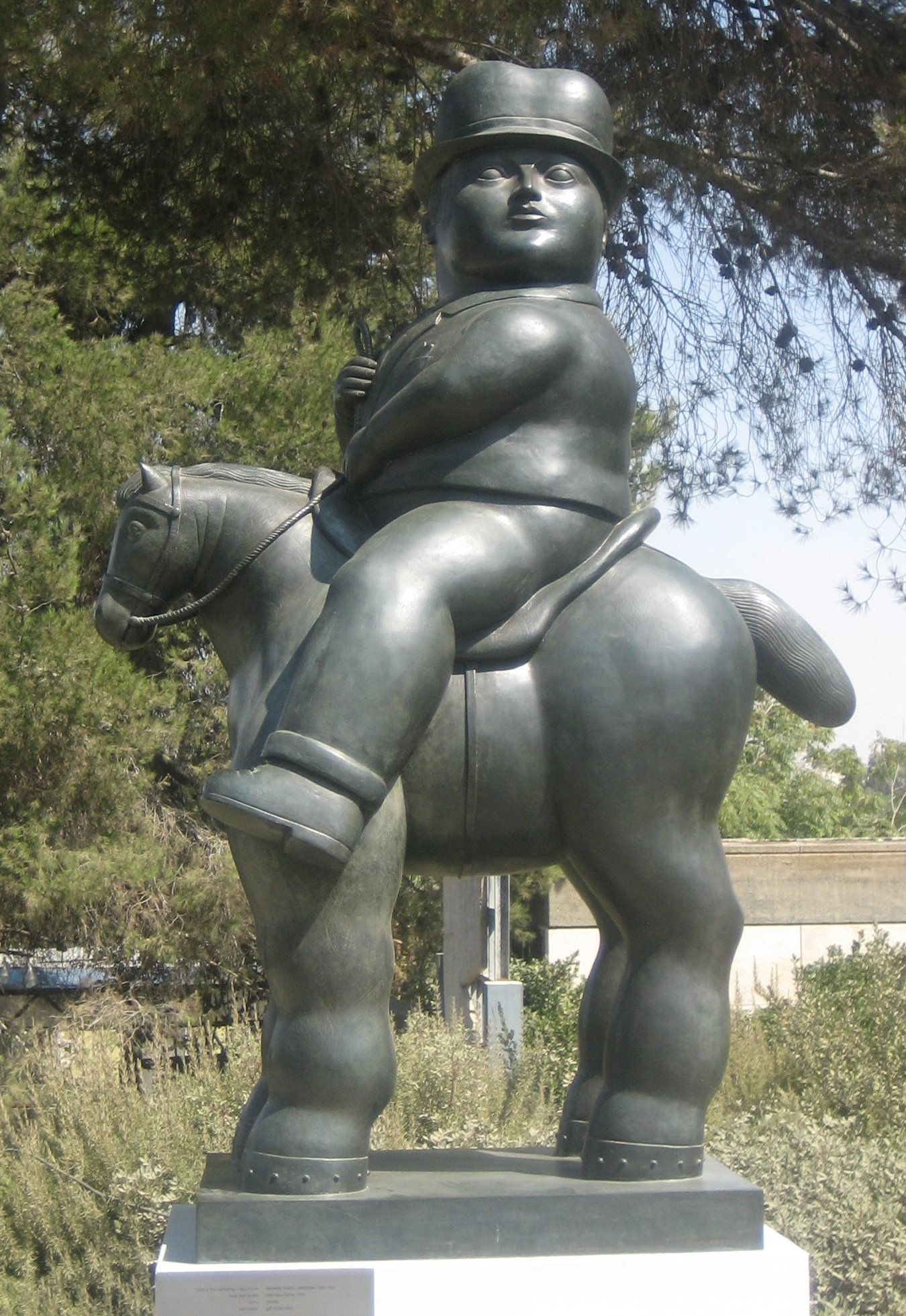
Man on Horse, brons, 1992, vid Israel Museum, Jerusalem, Israel.
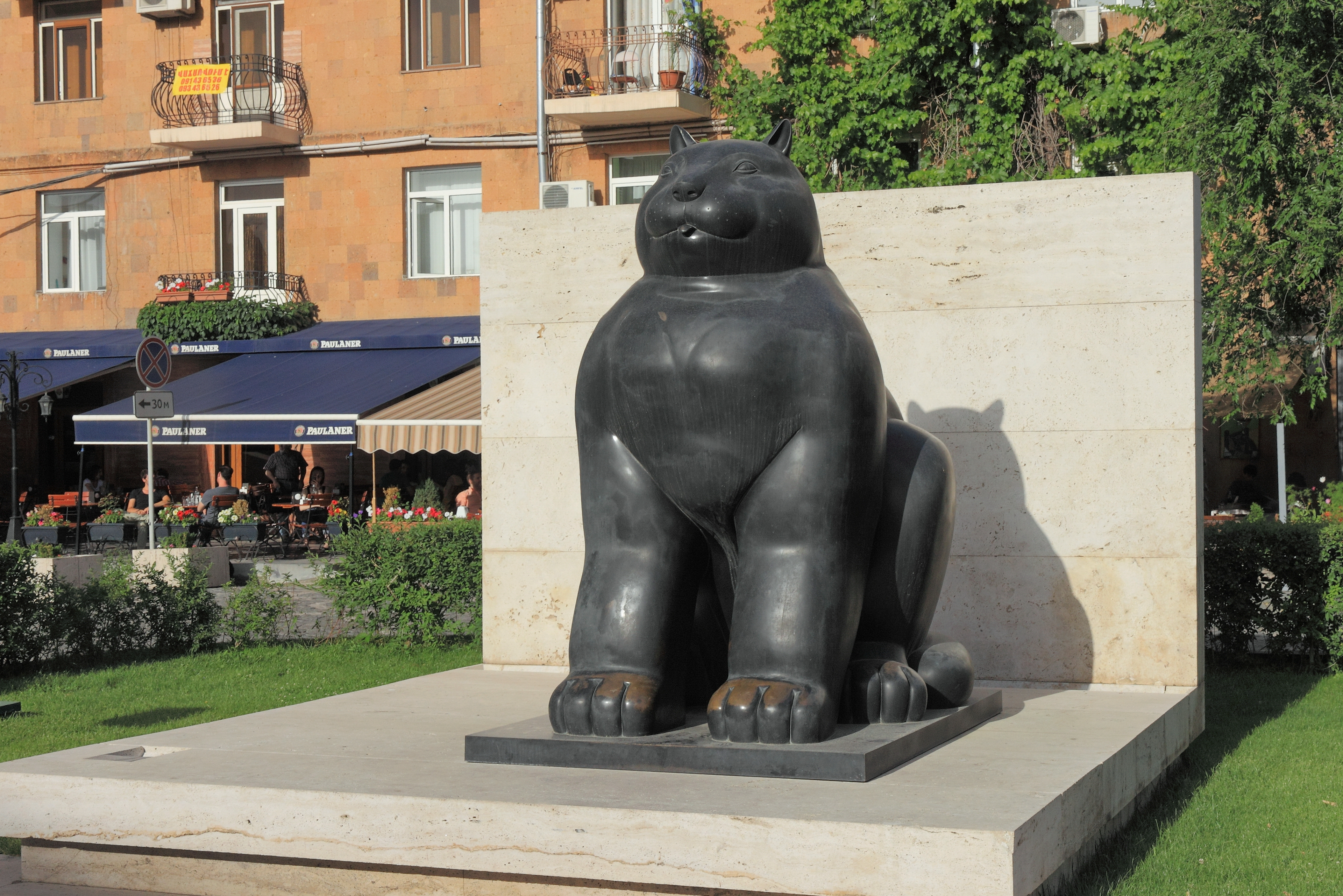
"Katt", Jerevan, Armenien.
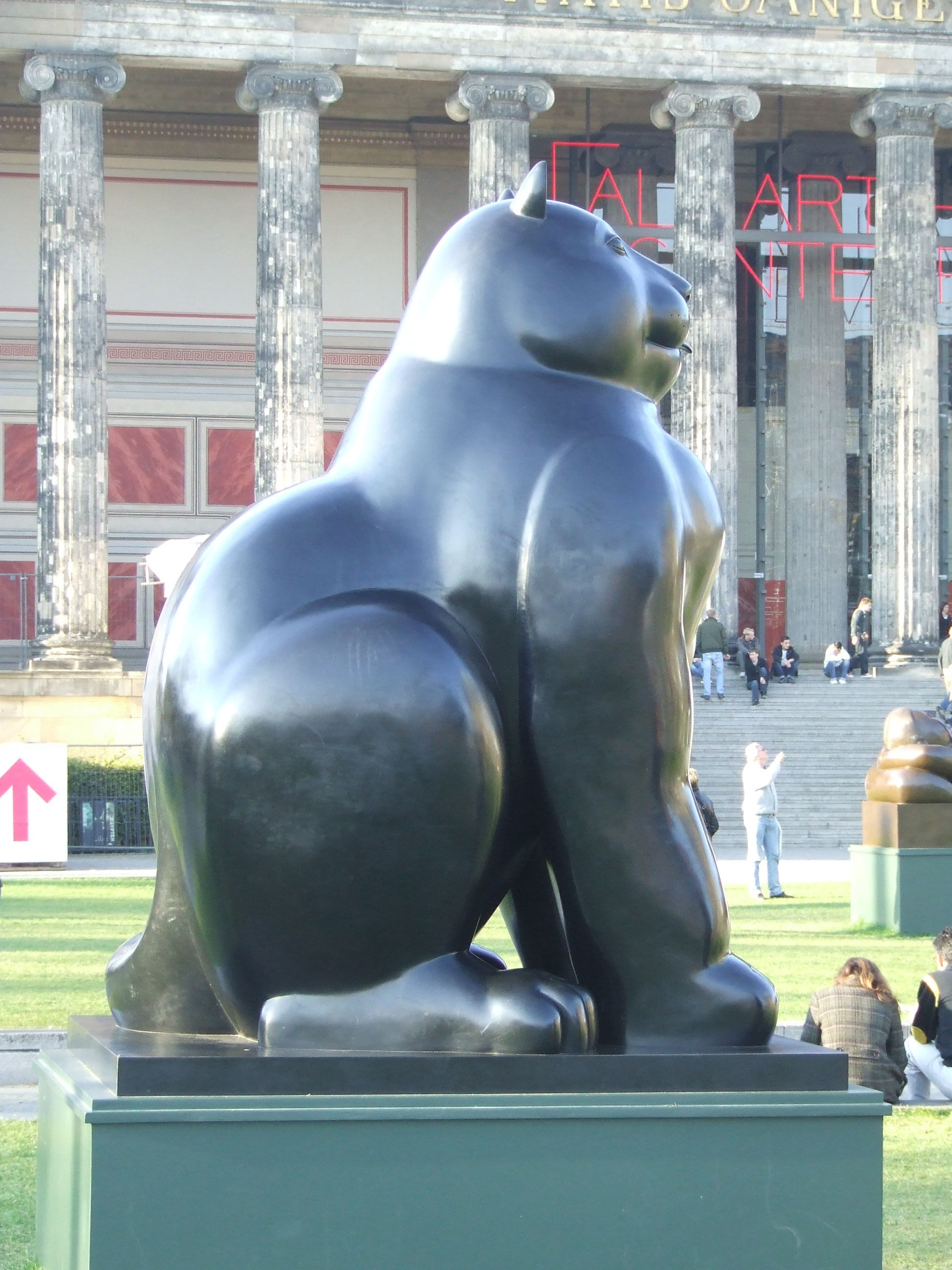
"Katt", Museumsinsel, Berlin, Tyskland.